# Kanárská pánev
Kanárská pánev je oceánská pánev v jihovýchodní části Severního Atlantského oceánu. Leží jižně od Azor, východně od Středoatlantského hřbetu a západně od pevninských svahů Afriky. Převažuje hloubka 5000–5500 metrů, maximální hloubka dosahuje 6501 metrů (podle jiných údajů 6549 metrů). Dno pánve je většinou pokryto hlubokomořskými rudými jíly.